# Maurici Serrahima i Bofill
Maurici Serrahima i Bofill   (Barcelona, 14 de juny de 1902 - Barcelona, 8 d'abril de 1979) fou un polític i escriptor català.

## Biografia
Fou un dels nou fills de l'advocat Lluís Serrahima i Camín i Isabel Bofill i de Compte, germà de l'atleta Joan Serrahima i Bofill i del joier Alfons Serrahima i Bofill i net de Maurici Serrahima i Palà. Casat amb Carme Villavecchia i Dotti, va ser pare de Lluís Serrahima i Villavecchia, Isabel Serrahima i Villavecchia i Adelaida Serrahima i Villaveccia. Es llicencià en dret a la Universitat de Barcelona i conegué el filòsof francès Emmanuel Mounier.
Durant la Segona República Espanyola col·laborà al diari El Matí, i fou un dels fundadors d'Unió Democràtica de Catalunya. Durant la guerra civil espanyola, juntament amb Josep Maria Trias i Peitx va continuar la tasca de Lluís Vila i d'Abadal en l'ajut als sacerdots perseguits en territori republicà, i contactà amb el cardenal Francesc d'Assís Vidal i Barraquer.
S'exilià el 1939, però va tornar el 1940 i fou membre del Consell Nacional de la Democràcia Catalana el 1944, a través del qual contactà amb polítics democristians francesos. Després es dedicà a la resistència cultural interior, col·laborà a les revistes Ariel i Serra d'Or, alhora que mantenia correspondència amb intel·lectuals espanyols com Pedro Laín Entralgo, Carlos Bousoño o Julián Marías. També col·laborà al naixement de la Nova Cançó i el 1977 fou nomenat senador per designació reial.
Tota una època de la cultura catalana es troba reflectida en els seus dietaris De mitja vida ençà (1970) i Memòries de la Guerra i de l'Exili 1936 – 1940.

## Obres

### Poesies
- Sonets dels temps difícils (1946)

### Narracions
- El principi de Felip Lafont (1934)
- El seductor devot (1937)
- Petit món enfebrat (1947)
- Després (1951)
- Estimat Senyor Fiscal (1955)
- La frontissa (1982) (Premi Crítica Serra d'Or de novel·la, 1983)

### Assaigs
- Assaigs sobre la novel·la (1934)
- Joan Maragall (1938)
- Un advocat del segle XIX (1951)
- La crisi de la ficció (1965)
- Sobre llegir i escriure (1966)
- Dotze mestres (1972)
- Marcel Proust (1971)
- Realitat de Catalunya (1969) resposta a Julián Marías
- El fet de creure (1967)
- Coneixences (1976)
- Mentrestant (2014)

### Dietaris
- De mitja vida ençà (1970)
- Memòries de la Guerra i de l'Exili (1978)
- Del passat quan era present (2006)[4] (Premi Lletra d'Or, 1973) (Premi Crítica Serra d'Or de prosa de no-ficció, 1973)

## Fons personal
El seu fons personal es conserva a l'Arxiu Nacional de Catalunya. El fons va ingressar a l'ANC en virtut del contracte de cessió en comodat signat pels germans Lluís, Isabel i Adelaida Serrahima i Villavecchia, fills i hereus de Maurici Serrahima, i la Generalitat de Catalunya l'1 de juny de 1998. El 20 de juliol de 1999 Lluís, Isabel i Adelaida Serrahima i Villavecchia van vendre el fons a la Generalitat de Catalunya. La venda inclou el suport material de la documentació i tots els drets de la Propietat Intel·lectual que contempla la legislació vigent per a tots els països del món i per temps indefinit. El fons inclou la documentació personal i familiar (dietaris); la documentació relacionada amb les seves activitats professionals referides tant a la seva activitat literària (textos manuscrits, originals de llibres publicats, contes, assaig, traduccions, etc.) com a la seva activitat jurídica (bufet d'advocats Serrahima, Col·legi d'Advocats de Barcelona); la correspondència (cartes originals de nombroses personalitats del món literari, polític i cultural); la documentació relacionada amb les activitats polítiques i socials (fulls volanders i manifestos antifranquistes); i finalment l'obra aliena (textos literaris originals). També cal fer esment de la biblioteca i de l'hemeroteca que conserva aquest fons, amb obres essencialment de temàtica literària, jurídica i política.
Una altra part del seu fons personal va ser cedit al CRAI Biblioteca del Pavelló de la República. Aquesta consta de documentació personal, escrits, articles de premsa, documents relacionats amb congressos i amb premis literaris, correspondència i retalls de premsa, documentació de diferents organitzacions polítiques i culturals, fulls volants, documentació diversa i documentació d'Omnium Cultural.